# Prosobonia
Prosobonia is een geslacht van vogels uit de familie van de strandlopers en snippen (Scolopacidae). De wetenschappelijke naam van het geslacht is voor het eerst geldig gepubliceerd in 1850 door Bonaparte.

## Soorten
De volgende soorten zijn bij het geslacht ingedeeld:
- Prosobonia parvirostris – Tuamotustrandloper

### Uitgestorven
- † Prosobonia cancellata – Kiritimatistrandloper
- † Prosobonia ellisi – Mooreastrandloper
- † Prosobonia leucoptera – Tahitistrandloper

synoniem: Aechmorhynchus